# پیر جمیل
پیر جمیل (عربی: بيار الجميّل؛ ۶ نوامبر ۱۹۰۵ – ۲۹ اوت ۱۹۸۴) سیاستمدار، بازیکن فوتبال و اولین داور بین‌المللی کشور لبنان بود.
وی موسس حزب کتائب در سال ۱۹۳۶، رییس فدراسیون فوتبال لبنان از سال ۱۹۳۵ تا ۱۹۳۹ و نماینده شهر بیروت در مجلس نمایندگان لبنان از سال ۱۹۶۰ تا ۱۹۸۴ و همچنین وزیر دارایی از سال ۱۹۶۰ تا ۱۹۶۱ و ۱۹۶۸ و وزیر امور عمومی (وزیر کشور) در سال ۱۹۷۰ نیز بوده‌است.